# Nova il·lustració radical
Nova il·lustració radical és un assaig filosòfic publicat per Marina Garcés amb quaderns Anagrama la tardor del 2017. Al llibre, la filòsofa aposta per una nova il·lustració que sigui radical, que serveixi per lluitar contra la credulitat del present i contra l'oportunisme i la por que l'alimenta. És una proposta en front de l'autoritarisme, el fanatisme, el catastrofisme o el terrorisme… exemples o símptomes d'una crisi de civilització. Segons Garcés, el present és atrapat entre la disjuntiva de condemna o salvació, i amaga una rendició, una renúncia als valors de llibertat promoguts per la il·lustració.
El llibre es mostra com una invitació a combatre la credulitat actual. Proposa que els humans s'han de rebel·lar contra els dogmes apocalíptics i combatre els relats del poder a través del pensament, especialment en aquests temps de la immediatesa i la sobreinformació. L'autora elogia el concepte de la crítica com a eina per donar sentit al coneixement, més enllà d'acumular-lo, i reivindica la recuperació de "l'experiència humana" en el sentit de compartir la mort, l'amor, el compromís o la por.
Segons la mateixa autora, els temes tractats al llibre s'han cuinat en conferències impartides a llocs com el CCCB, el Museu Reina Sofia, el MACBA o Metròpoli (Mèxic DF), així com d'articles prèviament publicat en mitjans de comunicació.